# 短絲吻長角鮟鱇
巨絲吻巨棘角鮟鱇（学名：Rhynchactis microthrix）為輻鰭魚綱鮟鱇目棘茄魚亞目巨棘角鮟鱇科的其中一種，分布於西印度洋海域，屬深海魚類，棲息深度可達2250公尺，雌魚體長可達13.2公分。

## 擴展閱讀
維基物種上的相關：巨絲吻巨棘角鮟鱇